# Raghunathpur (Bara)
Pour les articles homonymes, voir Raghunathpur.
Raghunathpur (en népalais : रघुनाथपुर) est un comité de développement villageois du Népal situé dans le district de Bara. Au recensement de 2011, il comptait 5 161 habitants.